# Jon Semadeni
Jon Semadeni (Vnà, Grisones, 30 de mayo de 1910 - Samedan, Grisones, 24 de febrero de 1981) fue un escritor en lengua retorrománica, una de las figuran capitales de la literatura retorrománica del siglo XX. 
En 1944 fundó el grupo teatral La Culissa y en 1951 el grupo de teatro de cabaret La Panaglia. Su obra evolucionó desde un neorrealismo al drama histórico. Sin embargo, su más obra importante es La s-chürdum dal sulai (El eclipse de sol, 1953), exponente de la lucha contra todo tipo de autoritarismo. En 1980 fueron publicadas sus obras completas, en una colección titulada Ouvras dramaticas.

## Obra
- La famiglia Rubar (1941) narración
- Chispar Rentsch (1946), narración
- Il pövel cumanda (El pueblo dominado, 1950), drama histórico
- La s-chürdum dal sulai (El eclipse de sol, 1953),
- La jürada (La empalizada, 1980)
- Il giat cotschen (El gato rojo, 1980).

- Datos: Q11036871